# 米哈伊尔·巴甫洛维奇·罗曼诺夫斯基-伊林斯基
米哈伊尔·巴甫洛维奇·罗曼诺夫斯基-伊林斯基（俄語：Михаил Павлович Романов-Ильинский，羅馬化：Mikhail Pavlovich Romanov-Il'inskiy，1959年11月3日—），已被废黜的俄罗斯皇族后裔，荷尔斯泰因-戈托普公爵继承人。

## 外部連結
- Geni.com上關於米哈伊尔·巴甫洛维奇·罗曼诺夫斯基-伊林斯基的資料（英文）